# Dendranthema horaimontana
Dendranthema horaimontana là một loài thực vật có hoa trong họ Cúc. Loài này được (Masam.) S.S.Ying mô tả khoa học đầu tiên năm 1989.